# Giancarlo Giannini
Giancarlo Giannini (La Spezia, Liguria, 1 de agosto de 1942) es un actor, doblador y director italiano, padre de Adriano Giannini.

## Carrera
Su primera aparición en el cine fue en 1965 (Fango sulla metropoli), pero su verdadera fortuna empezó cuando conoció a la directora italiana Lina Wertmüller, para la que protagonizó películas como Mimí metalúrgico, herido en su honor (1972), Insólita aventura de verano (1974) y Siete bellezas (1976), una interpretación que le valió ser nominado al Oscar.

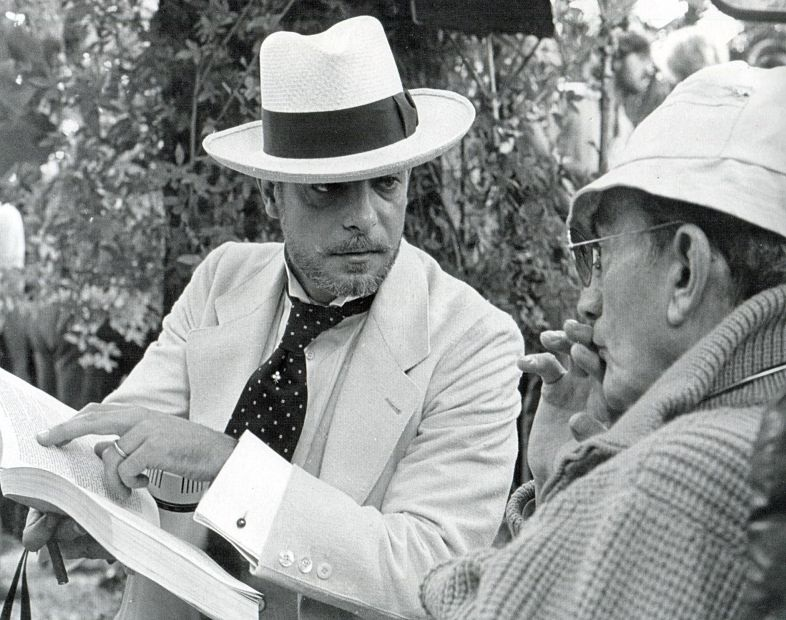
Trabajando con Visconti en El inocente.

Fue dirigido por muchos otros directores italianos en películas famosas, por ejemplo Luchino Visconti (El inocente, 1976), Nanni Loy (Mi manda Picone, 1984), Mario Monicelli (Viaggio con Anita, 1979; I Picari, 1988; Il male oscuro, 1990), Tinto Brass (Snack Bar Budapest, 1988) y Dino Risi (Sessomatto, 1973).
Su participación en películas extranjeras ha sido creciente desde la década de 1980. Vale la pena mencionar sus trabajos con Francis Ford Coppola (New York Stories, 1989) y Ridley Scott (Hannibal). Es uno de los pocos actores que han repetido papel en la saga de James Bond: estuvo en Casino Royale (Martin Campbell, 2006) y reapareció en Quantum of Solace (Mark Foster, 2008). 
Un papel recordado por el público hispano es el que hizo en Un paseo por las nubes, de Alfonso Arau, junto a Keanu Reeves, Aitana Sánchez-Gijón y Anthony Quinn. Con Vicente Aranda rodó Tirante el Blanco (2006) dentro de un reparto internacional.
Participó también en Man on Fire con Denzel Washington.
En 2014 participó en la campaña publicitaria de Johnnie Walker Blue Label junto a Jude Law y el director Jake Scott.

## Filmografía selecta
| Año  | Título                                                      | Personaje                                                 |
| ---- | ----------------------------------------------------------- | --------------------------------------------------------- |
| 1968 | Lo sbarco di Anzio (La batalla de Anzio), de Edward Dmytryk | Soldado Cellini                                           |
| 1969 | Fräulein Doktor, de Alberto Lattuada                        | Hans Rupert                                               |
| 1969 | The Secret of Santa Vittoria                                | Fabio                                                     |
| 1970 | Dramma della Gelosia                                        | Nello Serafini                                            |
| 1972 | Mimì metallurgico ferito nell'onore                         | Carmelo Mardocheo, apodado "Mimì"                         |
| 1973 | Amor y anarquía                                             | Antonio Soffiantini Tunin                                 |
| 1974 | Insólita aventura de verano                                 | Gennario Carunchio                                        |
| 1976 | Pasqualino Settebellezze                                    | Pasqualino Frafuso, conocido también como "Settebellezze" |
| 1977 | A Night Full of Rain                                        | Paolo                                                     |
| 1978 | Conflicto de sangre                                         | Nicola Sanmichele, 'Nicky'                                |
| 1980 | Lili Marleen                                                |                                                           |
| 1985 | Saving Grace                                                | Abalardi                                                  |
| 1988 | Snack Bar Budapest                                          | Abogado                                                   |
| 1989 | ´O Re                                                       | Francisco II de las Dos Sicilias                          |
| 1992 | Once Upon a Crime...                                        | Inspector Bonnard                                         |
| 1995 | Un paseo por las nubes                                      | Alberto Aragón                                            |
| 1996 | Muerte en Granada                                           | Taxi                                                      |
| 1997 | Mimic                                                       | Manny                                                     |
| 1997 | Más allá del jardín                                         | Bernardo                                                  |
| 2000 | Una noche con Sabrina Love                                  | Leonardo                                                  |
| 2001 | Hannibal                                                    | Inspector Rinaldo Pazzi                                   |
| 2001 | Francesca e Nunziata                                        | Giordano Montorsi                                         |
| 2002 | Darkness                                                    | Albert Rua                                                |
| 2002 | Ti voglio bene Eugenio                                      | Eugenio                                                   |
| 2003 | My House in Umbria                                          | Inspector Girotti                                         |
| 2003 | Per sempre                                                  | Giovanni                                                  |
| 2004 | Man on Fire                                                 | Miguel Manzano                                            |
| 2005 | The Shadow Dancer                                           | Moretti                                                   |
| 2006 | Casino Royale                                               | Rene Mathis                                               |
| 2006 | Tirant lo blanc                                             | Emperador de Visantia                                     |
| 2008 | Quantum of Solace                                           | Rene Mathis                                               |
| 2023 | Book Club: The Next Chapter                                 | Jefe de Policía                                           |
| 2024 | Cabrini                                                     | Papa León XIII                                            |

## Colaboraciones
En 2012 colaboró con Eros Ramazzotti en su disco Noi con la canción "Io sono te" haciendo una voz en off; en el disco español (Somos) fue sustituido por Andy García.

## Premios y distinciones
Premios Óscar
| Año  | Categoría            | Película       | Resultado |
| ---- | -------------------- | -------------- | --------- |
| 1977 | Óscar al mejor actor | Siete bellezas | Nominado  |

Festival Internacional de Cine de San Sebastián
| Año  | Categoría   | Película        | Resultado |
| ---- | ----------- | --------------- | --------- |
| 1973 | Mejor actor | Amor y anarquía | Ganador   |

Festival Internacional de Cine de San Sebastián
| Año  | Categoría                      | Película   | Resultado |
| ---- | ------------------------------ | ---------- | --------- |
| 1973 | Concha de Plata al mejor actor | He sido yo | Ganador   |